# Šentaneža
Šentaneža (nemško St. Agnes) je naselje v Občini Velikovec v Okraju Velikovec na Koroškem v Avstriji.